# プロトコル
プロトコルまたはプロトコール（英語: protocol、フランス語: protocole）とは、複数の当事者が対象となる事柄を確実に実行するための手順について定めたもの。
近年では「手順」という意味だけにとどまらず、複数間におけるコミュニケーション言語、ルール、考え方などをまとめて示す言葉でもあり、ある特定のグループの中で、これらが一致すること（すなわち「プロトコルの一致」）が重要視される。
元々は「人間同士のやりとり」に関する用語であった。情報工学分野では、マシンやソフトウェア同士のやりとりに関する取り決め（通信規約）を指す目的にも用いられる。
日本語に意訳した語としては「仕様」「規定」「議定書」「儀典」などがある。

## 歴史と語源
古代ギリシアでパピルスで作られた巻物の最初の1枚目を英: protokollon（古希: πρωτόκολλον）と呼び、巻物の内容などを記すためのページとして使われていた。その後、草稿、議事録という意味を経て議定書、外交儀礼といった意味へと発展した。
プロトコルの「プロト」は「前に」、「コル」は「貼る」という意味で、文書の最初に貼り付けられたものを表している。プロトコルとは本の中身ではなくその仕様のような部分のことを指す。
論理実証主義哲学の用語としては、ウィーン学団の一人オットー・ノイラートは1932年の論文「Protokollsatz（プロトコル命題）」において、「その意味を理解すればただちに真であることがわかるような直接命題であって、科学的基礎となるような観察報告の命題」をプロトコル命題と呼び、これらの論理操作によって作られた命題だけを意味のある命題とすることによって、形而上学を哲学から追放しようと試みている。
情報通信の用語としては、1968年に大型コンピュータを共有するために世界で最初に作られたインターネットであるARPANETが稼働し、これが「プロトコル」という用語および手順がインターネットで使われた最初となった。
その後、最初期のパケット交換技術の方式のひとつであるX.25が登場し、研究者のみの利用であったARPANETから成長し一般ユーザも利用出来るものを目指し作成された結果、世界中のパケット交換技術者間でプロトコルという用語が定着し、共通語となった。

## 政治
政治、その中でも特に外交の用語として、複数の用法が存在する。

### 外交儀礼としてのプロトコル
外交儀礼としてのプロトコルとは、外交の場や国際的催しで、その実務や交流の場における公式な規則や手順などを、ひとつの典拠として利用できるようまとめた基本原則ともなるもの。歴史的外交事例に基づいた慣行や慣習を整理し成文化したものであり、法的な拘束力はもたない。
具体例としては、列席者の序列、国旗の取扱い、式例の進行手順、参列者の服装、物事の言い表し方などについて、その一般的な運用法をあらかじめ決めて明示するものだが、そもそも成文化されていない純粋な慣例も多く、その内容は時と必要に応じてさまざまに変化する。
また国際的に尊重されるべき大枠での合意ではあるものの、運用国の実情や慣習に応じてその内容が変化する場合もある。例えば国旗の取扱いでは、国際的には自国旗を他国旗よりも上位（左側）に掲揚または配置するのが一般的なプロトコルだが、日本では相手国に敬意を表する意味で逆に他国旗を日章旗の上位に持ってくる場合も多い。
日本の外務省のホームページでは、基本ルールとして、「先任者優先（先着順）」、「原則として右上位（国旗の並び順，自動車の座席等）」を紹介している。
なお、外交関係者の中には、この外交儀礼の「プロトコル」を「プロトコール」と延ばして表記・呼称する者もいる（日本の外務省も後者の表記を用いている）。これはかつてのいわゆる「外交共通語」が英語ではなくフランス語だった時代の名残でもある。
世界共通の一般的マナーとして活用されることもあるが、あくまでも国家間の儀礼上のルールである。

#### 批判表現のプロトコル
日本の外交上用いられる他国への批判表現は批判の度合いにより8段階が規定されており、レベルが上になるほど批判の度合いが強くなる。
- レベル8 - 断固非難
- レベル7 - 非難
- レベル6 - 極めて遺憾
- レベル5 - 遺憾
- レベル4 - 深く憂慮
- レベル3 - 憂慮
- レベル2 - 強く懸念
- レベル1 - 懸念

### 国際法
国際法における条約の表現の一種である「議定書」は、英語の protocol の訳語であることから、外交関係の文脈ではこれを「プロトコル」と呼ぶことがある。

## 情報工学

### プロトコルレジスタ
情報工学の領域で「プロトコル」が用いられ始めた最初期のものはナポレオン期のフランス帝国であり、これらはプロトコルレジスタと呼ばれ、公文書の発出や受け取りなどを記録する手順として当時の役人たちがこのプロセスを開発し帝国全土に適用したものである。このプロトコルを導入した目的は通信の管理を合理的かつ簡素化させるだけでなく、官僚的な手続きの実行を制御することでもあった。通信の到着時刻や発信時刻を記録し、通信所要時間や通信の完了を制御することが可能となり、また効率性を評価することも可能となった。それまでは文書はコピーレターと呼ばれる特別な記録簿に完全に転写されており、また受信した通信文書は地域によって異なる不均一な基準で個別に管理されていた。また受領順序を管理する方法の１つは文書を特定の金属棒に串刺しすることであったが、正確な日付や時間は不明であり、受信記録は存在しなかった。プロトコルレジスタでは、すべての送受信を記録する単一の帳簿（レジスタ）を設定することで、これらの手順を非常に簡素化かつ確実化することが可能であった。記録された各項目には到着順序を反映した固有の連番（シーケンスナンバー、プロトコル番号）が振られ、レジスタ上では各番号の隣に、受信または送信の日時、送信者または受信者、文書の簡単な概要が記録されていた。

### コンピュータ領域において
コンピュータにおける「プロトコル」とは通信規約を意味する。たとえ異なる企業どうしの装置であっても通信が行えるよう、用語を含めて厳密に規定されている。一度定められたプロトコルを変更することは容易ではないため、情報通信技術が今後どのように開発されるかを見据えながらプロトコルの作成が行われる。工学におけるシステムの設計は階層によって行われることが多く、コンピュータにおけるプロトコルも厳密な階層的設計が行われる。
国際標準化機構と国際電気通信連合がOSI基本参照モデルを定めていて、多くのプロトコルがこれをモデルとして作られている。インターネットにおけるプロトコルは RFC で技術仕様が公開されている。

## 実験プロトコル
実験プロトコルは分子生物学や生化学などの実験において、実験の手順、及び条件等について記述したものである。